# Якшимбетово (Куюргазинський район)
Якшимбе́тово (рос. Якшимбетово, башк. Яҡшембәт) — село у складі Куюргазинського району Башкортостану, Росія. Адміністративний центр Якшимбетовської сільської ради.
Населення — 835 осіб (2010; 837 в 2002).
Національний склад:
- башкири — 97%